# ドイツ自由民主党
ドイツ自由民主党（ドイツじゆうみんしゅとう、Liberal-Demokratische Partei Deutschlands　略称：LDPD）は、かつて旧東ドイツに存在した名目上の野党（衛星政党）。ドイツ再統一後は西ドイツの中道・自由主義政党の自由民主党(Freie Demokratische Partei　略称：FDP)へ合流しており、現存していない。

## 結成
1945年7月5日、ヴァイマル共和政時代の中道・リベラル寄り自由主義政党だったドイツ民主党を復活させることを目的として結成された。しかし結党時から、より保守的な旧ドイツ人民党、旧ドイツ国家人民党の勢力も合流していた。旧中央党の勢力が結集したドイツキリスト教民主同盟（CDU、のちのドイツキリスト教民主同盟 (東ドイツ)）と同じように私有財産を擁護して国有化に反対し、反ファシズム（反ナチズム）であると同時に反共主義的だった。

## 衛星政党化

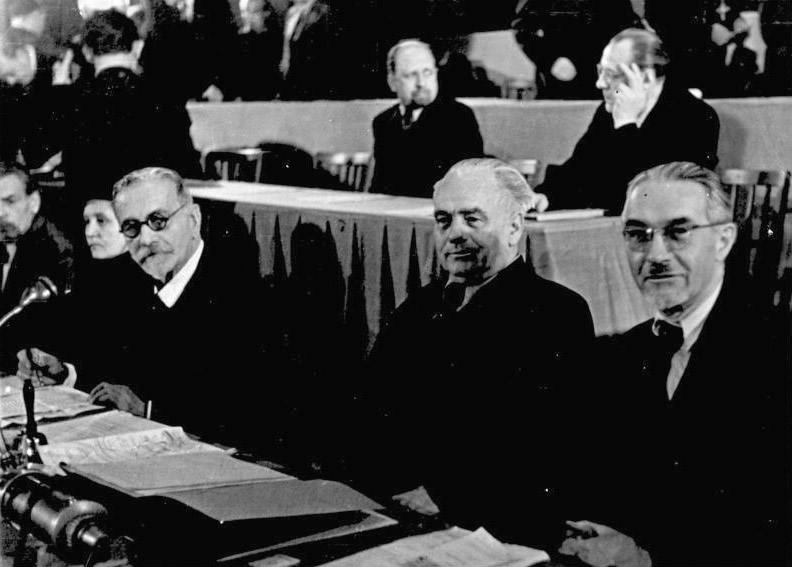
ヴィルヘルム・キュルツ（左）、中央は社会主義統一党のヴィルヘルム・ピーク、右はキリスト教民主同盟のオットー・ヌシュケ

ソ連占領区域にてソ連がドイツ共産党（KPD）とドイツ社会民主党（SPD）を合同させ結成を後押ししたドイツ社会主義統一党（SED、実質的な共産党）の力が強まると、反共主義的な指導部や党員は西側に追放されて、親ソ・容共的なヴィルヘルム・キュルツ（Wilhelm Külz）が党首となり、ドイツ民主共和国が成立し人民民主主義体制が確立すると、SED主導のヘゲモニー政党制に組み込まれ、その衛星政党となった。それまでに西側の自由民主党（テオドール・ホイスが率いていた）との合同の試みもあったが、失敗に終わっている。またソ連軍や社会主義統一党はドイツ自由民主党に対抗させるため、わざわざ元ナチ党員を基盤にドイツ国家民主党（NDPD）を結成させている。党名も当初は自由民主党（Liberal-Demokratische Partei (LDP)）だったが、SEDの政策に基づいて1951年に "Deutschlands (D)" を追加し、LDPDとなった。

## 東ドイツ時代から再統一へ

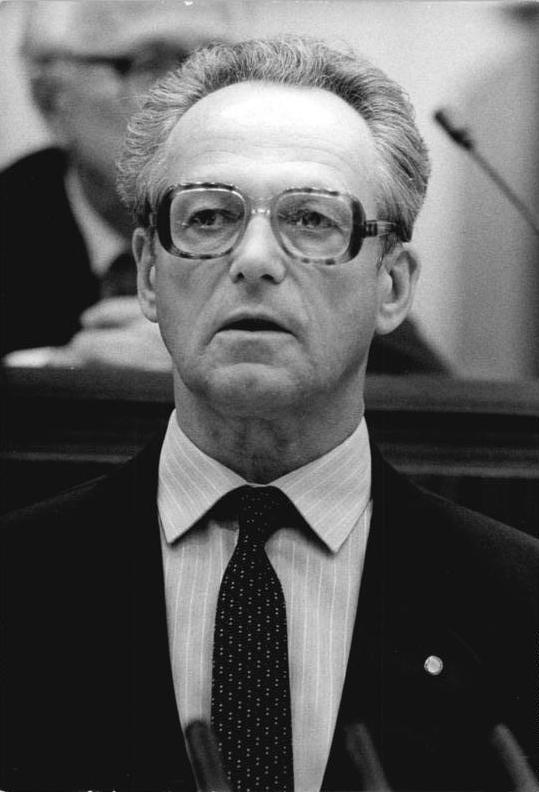
マンフレート・ゲルラッハ党首

東ドイツにおいては、ドイツ自由民主党は人民議会の500議席中52議席を割り当てられ、形式的な勢力を保っていた。しかし当局や社会主義統一党の施策に反対することはほとんどなかった。だが1967年にマンフレート・ゲルラッハが党首となって以降、1980年代には微妙に当局と距離をとり始め、東欧革命とベルリンの壁崩壊に際しては比較的早い時期からエーリッヒ・ホーネッカーの独裁体制に異を唱えた。ゲルラッハは東ドイツの国家元首である国家評議会議長に就任した。
東ドイツ最初で最後の自由選挙となった1990年3月18日の人民議会選挙では党名をLDPに戻したうえ、東ドイツ自由民主党（Freie Demokratische Partei der DDR）、ドイツ・フォーラム党（市民団体・新フォーラムの反共保守派が組織した政党）と自由民主同盟（Bund Freier Demokraten, BFD）を組んで5.3％の得票で21議席を獲得した。
その後、BFDを組んだ他党やドイツ国家民主党とともに、1990年8月11日に、西ドイツ側の自由民主党にドイツ再統一に先んじて吸収合併された。

## 歴代党首
- 1945 : ヴァルデマール・コッホ(Waldemar Koch)
- 1945-1948 : ヴィルヘルム・クルツ(Wilhelm Külz)
- 1948 : アルトゥール・ロイテナント(Arthur Lieutenant)
- 1948-1949 : カール・ハマン(Karl Hamann)
- 1949-1950 : ヘルマン・カストナー(Hermann Kastner)
- 1951-1960 : ハンス・ロッホ(Hans Loch)
- 1960-1967 : マックス・ズールビアー(Max Suhrbier)
- 1967-1990 : マンフレート・ゲルラッハ(Manfred Gerlach)
- 1990 : ライナー・オルトレーブ(Rainer Ortleb)